# ماثيو ميلتون
ماثيو مايكل ميلتون (ولد في 10 نوفمبر 1982) هو موسيقي وكاتب أغاني ومنتج أمريكي. اشتهر بكونه المغني وعازف الجيتار وكاتب الأغاني لدي فرقة وورم صودا، كما سبق له أن كان ضمن بير ويرس وسنيك فلور 2 وحاليًا هو ضمن دريم ماشين مع زوجته دوريس وأصدر أيضًا أغاني فردية.
أنشأ ميلتون في عام 2012 شركة التسجيل المستقلة واستوديو تسجيل فوز ستي حيث سجل فيه وأنتج معظم موسيقاه.

## البداية
ولد ميلتون في ممفيس بولاية تينيسي، هاجرت عائلته من بلدة ميلتون موبراي الإنجليزية في ليسيسترشاير واستقرت في ويست ممفيس بولاية أركنساس في القرن العشرين، درب على غناء الأوبرا في سن مبكرة وقدم عروض عديدة بما فيها كارمن وتوسكا، كما غنى في جوقة جون دنفر الاحتياطية للأطفال، التحق بكلية ممفيس للفنون حيث قدم في أطروحته العليا سلسلة من الصور لكل كافيتريا في مدرسة ثانوية في ممفيس بعنوان كافيتيريا، أعتقل أثناء عرض أطروحته بحجة أن «الصور التقطت بطريقة غير شرعية». وللحصول على شهادته اضطر إلى كتابة خطاب اعتذار عن ذلك.
عزف ميلتون لفترة وجيزة على موسيقى الباس في ريفر سيتي تانلاينز ومع لوست سانديس وأليس تراوت وأدى مع الفرقة الخاصة ممفس بريك ابس، في عام 2006 قدم ألبومه الفردي الأول «بلد فيجن»، وقد شخص بمتلازمة أسبرجر في أواخر العشرينات من عمره.

## المسيرة الفنية

### سنيك فلور 2 وبير ويرس (2007-2012)
غادر ميلتون ممفيس في عام 2007 إلى كاليفورنيا واستقر في سان فرانسيسكو، وقام بتشكيل سنيك فلور 2 وأصدر عددًا قليلاً من الأغاني الفردية قبل إصدار ألبومه الأول «رينيقيد دي دريم» في عام 2008. أصدرت الفرقة التي ضمت عازف الدرامز ويل آكس وعازف الجيتار دونيل مالنيك ألبومها الأول، وصف ميلتون الألبوم بأنه «الدفعة الأولى من الأغاني التي كتبتها بعد هروبي من الجنوب».
بعد الانتقال إلى أوكلاند قام ميلتون بتأسيس بير ويرس وضمت في البداية عازف الجيتار بول كيلان وعازف الطبول إيرين إمسلي والذي استبدل بهيذر فيديوا، أصدر الألبوم الأول للفرقة «ارتفيشيال كلاودس» في عام 2009، أنتج ميلتون الألبوم وسجل على تاسكام 388 أصدرت الفرقة في إصدار 3 ألبومات أخرى، «سيكنق لاف» في عام 2010 و«شيب برفيوم» في عام 2011، و«ايديال دريمز».

### وورم صودا (2012-2017)
عند عودته إلى أوكلاند شكل ميلتون فرقة وورم صودا، حيث ضمت الفرقة في البداية عازف الدرامز سام ليفبفر وعازف القيثارة روب جود مع ميلتون، أصدرت الفرقة ألبومها الأول «شخص ما لأجلك» في مارس 2013.
أصدرت الفرقة ألبومها الثاني «قلوب الشباب المتهورة» في عام 2014، بعد إصدار الألبوم، حل ميلتون التشكيلة وانتقل إلى أوستن تكساس حيث حصل على وظيفة في فندق فيغاس ثم شكل تشكيلة جديدة ضمت عازف الدرامز كاليب داوسون وعازف القيثارة أوستن وعازف القيثارة ماكس إيتون الذين قدموا عرضهم الأول معًا في 5 يوليو في فندق فيغاس.
في أبريل 2015 أصدرت الفرقة الألبوم الثالث «حلم رمزي»، وقامت الفرقة بجولة في أوروبا مع عازف القيثارة أليكس كابيستران، وفي فبراير 2017 أعلن عن الألبوم الرابع والأخير للفرقة «أنا لا أريد أن أكبر» وصدر في أبريل 2017.

### دريم ماشين (2017 إلى الوقت الحاضر)
أُصدر الألبوم الأول لفرقة دريم ماشين الجديدة في مايو 2017، حيث ضمت الفرقة زوجته دوريس ميلتون العازفة علي آلة الأرغن والمُركِّب جنبًا إلى جنب مع رودي سبنسر على القيثارة وديلون فرنانديز على الطبول، في الترويج للألبوم كشف الزوجان أنهما كانا ينتقلان من الولايات المتحدة للعيش في هولندا، حيث عاشت دوريس قبل زواجها وعلقت دوريس ميلتون قائلة «العيش في أوستن كان يزداد تكلفة أكثر فأكثر»، مع ماثيو ميلتون مضيفًا أنه «كان متحمسًا جدًا للانتقال إلى أوروبا، لكنني سأعتبر نفسي دائمًا أمريكية. ومثل اللاجئين المتدفقين إلى أوروبا».
أعلنت كاستل فيس ريكورد في 23 يونيو 2017 عبر صفحتها على فيس بوك أنها أنهت عقد توزيع الفرقة بسبب الآراء التي عبرت عنها دوريس وماثيو ميلتون في مقابلتهما مع الموقع الفرنسي ستل انروك في مايو 2017، معتبرين أن أرائهم كانت قبيحة، وزعمو أنهم لم يكونوا على علم بمحتويات المقابلة.
بعد مغادرة كاستل فيس ريكود استحوذت شركة ماثيو فيوزستي على توزيع الفرقة، في الخريف أصدر ميلتون ألبومه المنفرد «الحياة الليلة»، ثم أصدرت دريم ماشين ألبومها الثاني كسر الدائرة في أواخر عام 2017 (صدر ألبوم ماثيو الرابع في عام 2017)، تتكون الفرقة الآن من ماثيو على القيثارة، دوريس على البيانو، وأوسكار ميد على الطبل.